# 日本車カスタム
『日本車カスタム』（にほんしゃカスタム）は、2019年8月12日よりCS放送のディスカバリーチャンネルにて放送されている自動車番組である。

## 概要
日本車を専門に扱っているアメリカ西部にあるソルトレークシティーのレストアショップJDMレジェンズを通じて、日本の名車をカスタム・レストアする番組である。塗装を担当するのはマウリシオ、修理を担当する創始者であるエリック（Eric Bizek）とジョシュである。

## 放送リスト
| 回    | タイトル                     | 初回放送日    | 内容                                                                               |
| ----- | ---------------------------- | ------------- | ---------------------------------------------------------------------------------- |
| 第1回 | 日産フェアレディZ 240Z       | 2019年8月12日 | 日産フェアレディZ 240Zをレストアし、86レビンをメンテナンスする。                   |
| 第2回 | 日産スカイラインGT-X         | 2019年8月13日 | カスタムされたハコスカGT-Xをレストアし、さらにノーマル状態に近づける改造を行った。 |
| 第3回 | 日産ブルーバード510          | 2019年8月14日 | ハコスカGT-Xとブルーバード510をフルレストア。                                      |
| 第4回 | 1972年式日産スカイラインGT-R | 2019年8月15日 | ブルーバード510をフルレストア。                                                    |
| 第5回 | スカイラインGT-X             | 2019年8月16日 | 別のハコスカをフルレストア。                                                       |
| 第6回 | ７２年スカイラインＧＴ－Ｒ   | 2019年8月16日 | GT-Rをフルレストア。                                                               |